# Olax staudtii
Olax staudtii är en tvåhjärtbladig växtart som beskrevs av Adolf Engler. Olax staudtii ingår i släktet Olax och familjen Olacaceae. Inga underarter finns listade i Catalogue of Life.